# Pagoda Thầy
La pagoda Thầy (Chùa Thầy in vietnamita) è un tempio buddista nel distretto di Quốc Oai di Hanoi, la capitale del Vietnam. In precedenza si trovava nella provincia di Hà Tây, ora parte dell'area metropolitana di Hanoi. 
Il tempio è noto anche come Thiên Phúc Tự (天福寺 in cinese, "Tempio delle benedizioni celestiali") ed è stato fondato nell'XI secolo durante il regno dell'imperatore Lý Nhân Tông della dinastia Lý. È dedicato al maestro del buddismo Thiền Từ Đạo Hạnh (徐道行 in cinese, 1072-1116). È uno dei templi buddisti più antichi del Vietnam ed è una meta di pellegrinaggio, specialmente durante le festività del Tết, il capodanno vietnamita.